# Gare de Petőháza
La gare de Petőháza (en hongrois : Petőháza vasútállomás) est une halte ferroviaire hongroise, située à Petőháza.